# Радіодиктант національної єдності

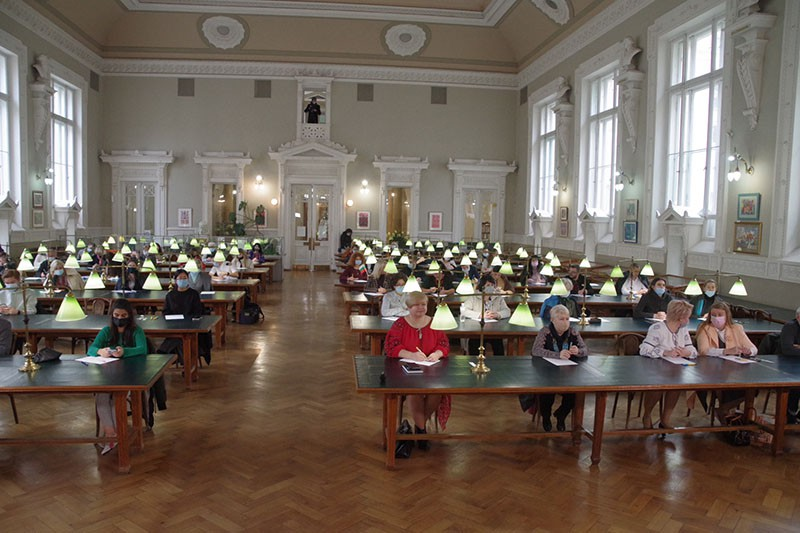
Всеукраїнський диктант національної єдності в Одеській національній науковій бібліотеці (9 листопада 2021)

Всеукраїнський радіодиктант національної єдності — традиційна щорічна загальнонаціональна акція, присвячена українській мові, акція єднання, що проходить у День української писемності та мови — 27 жовтня. Організатор — Українське радіо. Уперше радіодиктант пройшов 2000 року. До 2022 року включно радіодиктант відбувався 9 листопада (у 2019 році — 8 листопада). Мета радіодиктанту — об'єднати якомога більше людей навколо України в усьому світі і популяризувати українську мову.

## Опис
Диктант складається зі 100—120 слів. Текст для радіодиктанту замовляється спеціально. У ньому немає авторських знаків або суперечливих орфограм, але при тому їхня загальна кількість висока, тому написати радіодиктант без помилок не просто.
До 2019 року надіслати написаний від руки радіодиктант можна було поштою до Будинку Українського радіо, а також на електронну пошту. Текст ставав доступним для самоперевірки з 11 листопада.
2019 року правила зазнали змін: учасники радіодиктанту могли майже відразу перевірити свою роботу. Протягом 15 хвилин після завершення читання радіодиктанту його слід було надіслати на електронну пошту, повідомленням у Facebook або Viber, після чого текст був оприлюднений на сайті.
Писати диктант треба лише від руки, але комісія приймає й тексти, написані шрифтом Брайля.
Радіодиктанти не перевіряють на помилки та не повертають, але шукають роботи без помилок і нагороджують учасників, які впоралися з завданням бездоганно.
У грудні відбувається так звана «робота над помилками», коли в ефірі Українського радіо звучать імена переможців, а також відбувається аналіз найтиповіших помилок.

## Учасники та переможці
Кількість учасників радіодиктанту постійно зростає, а географія — розширюється. Листи надсилають слухачі різного віку з усіх областей України й із-за кордону. Кількість переможців щороку різна — від двох до сотні. Жодного року не було такого, щоб ніхто не переміг.
Участь у радіодиктанті централізовано беруть учасники з різних країн. Наприклад, у Ягеллонському університеті у Кракові його пишуть студенти, які вивчають українську мову як іноземну. А радіо «Люблін» запрошує всіх писати диктант у свою студію. Щороку на радіодиктант українці збираються в Китаї, Австралії, США та Канаді. Загалом щороку щонайменше три десятки учасників — це іноземці.
Посол України в Республіці Ліван, Ігор Осташ, традиційно писав радіодиктант в Україні, а після призначення в Ліван щороку організовує локацію в Бейруті.

## Історія

### 2000—2015
Перший радіодиктант національної єдності відбувся в травні 2000 року до Дня Кирила та Мефодія (24 травня) і з нагоди перепоховання Тараса Шевченка.
Але «подвійний» інформаційний привід ніяк радіодиктанту не допоміг: слухачі не зовсім зрозуміли, що треба було робити, тому надсилали свої роботи впродовж усього літа. Перший радіодиктант провели навесні, а результати оголошували восени. До того часу вже всі встигли забути, що писали диктант. Але після оголошення імен переможців згадали — і на радіо знову почали приходити роботи. Тому вже наступного року запровадили перші правила: обмеження щодо дати надсилання, певні вимоги щодо оформлення.
Перші тексти радіодиктантів не створювалися спеціально до події. Тому нечесні учасники просто знаходили їх у книжках — і переписували. Одного року був перероблений текст зі збірника диктантів: у результаті було отримано кілька десятків листів без усіх змін і скорочень, а так, як наводився текст у збірнику.
Також були спроби диктування авторських текстів, з авторськими розділовими знаками. Це викликало негативну реакцію та ледь не спричинило скасування заходу.
Але потім в історії радіодиктанту відбулося кілька якісних змін, унаслідок яких подія перетворилася на повномасштабне свято: дату з весни перенесли на осінь, чітко прописали дату надсилання, текст почали замовляти спеціально.
2014 року Київський університет імені Бориса Грінченка встановив рекорд України з наймасовішого написання радіодиктанту на одній локації.
З 2015 року радіодиктант існує в телеверсії, а 2017-го вперше відбувся стрим зі студії на Хрещатику, а також у мережі Фейсбук. Але при тому диктант залишається саме радіопродуктом: його потрібно писати на слух, уважно дослухаючись до інтонацій диктора.
З того ж 2015 року організатори закликають усіх охочих організовувати осередки проведення радіодиктанту та ставати своєрідними співорганізаторами акції.
З 2015 року радіодиктант також можна надсилати на електронну пошту.

### 2016
Радіослухачі надіслали на перевірку 21021 написаний диктант. Без жодної помилки диктант написали 60 людей, ще 47 робіт із помилкою «через неуважність». Багато текстів супроводжуються листами з розповіддю про тих, хто їх писав. Зокрема, три радіодиктанти надійшло від слухачів «Українського радіо» з окупованого Криму.

### 2017
Текст, що складається зі 180 слів, звучав о 12:30, його читав доцент Київського університету ім. Б. Грінченка, автор підручників і посібників із української мови Олександр Авраменко. У Червоному корпусі КНУ імені Тараса Шевченка писали радіодиктант митці, культурні діячі, студенти, учні київських шкіл. Участь узяли понад 150 учасників. Серед них — письменник Василь Шкляр, професор Ярослав Калакура, директорка Українського центру культури Світлана Долеско, посол Канади в Україні Роман Ващук. Ведучим цієї локації був письменник, ведучий Українського радіо Павло Вольвач.
Була також ще одна локація радіодиктанту для бійців та учасників АТО — на Луганщині. Її координувала волонтерка, співачка Анжеліка Рудницька.
Латвійські українці, учні Ризької української середньої школи, дипломати посольства України в Латвії вперше приєдналися до спільного написання Радіодиктанту національної єдности. Диктант українською мовою писали у приміщенні посольства України в Ризі, а також у Ризькій українській школі.

### 2018
Диктант писали 32799 учасників, з яких 311 не припустилися жодної помилки, 1004 — однієї незначної. Окрім України, диктант одночасно писали у Великій Британії, Іспанії, Італії, Португалії, Чорногорії, Франції, Туреччині, ОАЕ, Лівані, Білорусі, Молдові, Польщі, Німеччині, ПАР, США й інших країнах.

### 2019
Диктант відбувся 8 листопада. Учасники радіодиктанту могли майже одразу перевірити свою роботу: протягом 15 хвилин після завершення читання радіодиктанту його слід було надіслати на електронну пошту, після чого текст був оприлюднений на сайті. У 2019 році в день проведення акції запит «радіодиктант» став найпопулярнішим Google-запитом серед української інтернет-аудиторії. Цього ж року додатково відбувся конкурс на найкращий твір, тему якого оголосили після написання диктанту.

### 2020
Радіодиктант відбувся 9 листопада та транслювався на всіх платформах Суспільного мовника. Текст для диктанту написав лауреат Національної премії імені Тараса Шевченка, письменник і видавець Іван Малкович, а прочитала актриса театру і кіно Римма Зюбіна. 13 799 електронних листів та дві тисячі паперових прийшло на адресу «Українського радіо». 17 учасників було визнано переможцями. Як і в попередні роки, листи з диктантом надходили з багатьох країн світу. Уперше до написання диктанту, попри часові розбіжності, долучилися члени полярної експедиції на станції «Академік Вернадський» в Антарктиді.

### 2021
Текст радіодиктанту 2021 року написав та прочитав Юрій Андрухович; професорка кафедри української мови Києво-Могилянської академії і провідна наукова співробітниця Інституту української мови НАН України Лариса Масенко вдруге стане науковою консультанткою проєкту.

### 2022
Відбувся 9 листопада об 11:20. Авторкою тексту стала українська письменниця та режисерка, членкиня Українського ПЕН Ірина Цілик, а читала його Народна артистка України, Герой України Ада Роговцева. До методичної роботи над Радіодиктантом традиційно долучилася мовознавиця, докторка філологічних наук Лариса Масенко.

### 2023
День ушанування пам'яті Преподобного Нестора Літописця, до якого прив'язаний День української писемності та мови, перенесено з 9 листопада на 27 жовтня після переходу Православної церкви України та Української греко-католицької церкви на новоюліанський календар у 2023 році. Тож цього року Радіодиктант національної єдності відбувся 27 жовтня. Його об 11:00 читав Олексій Гнатковський, авторка тексту «Дороги України» — Катерина Калитко. 5 грудня 2023 року, Українське Радіо оголосило переможців Радіодиктанту національної єдності 2023. Ними стали: Галина Шура, вчителька української мови та літератури з Волинської області та Христина Гоянюк, львів'янка.

### 2024
25-й диктант відбувся 25 жовтня об 11:00. Текст «Магія голосу» написала українська письменниця Оксана Забужко, а продиктував його поет, військовослужбовець Павло Вишебаба. Трансляція відбулася на всіх платформах Національної суспільної телерадіокомпанії України: телебаченні, радіо та онлайн, а також:
- на хвилях «Українського радіо» та «Радіо Культура»;
- в етері телеканалу та на сайті «Суспільне Культура»;
- на YouTube «Українського Радіо»;
- на Facebook «Суспільного»[22].

До заходу долучилося чимало українців та любителів української мови по всьому світу. Мовний омбудсмен Тарас Кремінь спрогнозував рекордну кількість учасників 25-го Радіодиктанту національної єдності у 2024 році, очікуючи не менше мільйона учасників. Під час радіодиктанту в усіх областях України пролунала повітряна тривога, однак це не завадило більшості дописати диктант. Диктант також писали воїни 44 окремої артилерійської бригади ім. Данила Апостола ЗСУ, це відбулося в Суджанському районі Курської області.
В тексті згадали один із визначних періодів історії ФК «Динамо» Київ. 28 жовтня текст було опубліковано для перевірки власними силами.